# Campionato del mondo rally 2011
Il campionato del mondo rally 2011 è stata la 39ª edizione del campionato del mondo rally. La stagione si è svolta dal 10 febbraio al 13 novembre, prevedendo 13 prove in altrettanti Paesi. Sono stati assegnati il titolo piloti e il titolo costruttori per le classi WRC, S-WRC, P-WRC e WRC Academy.

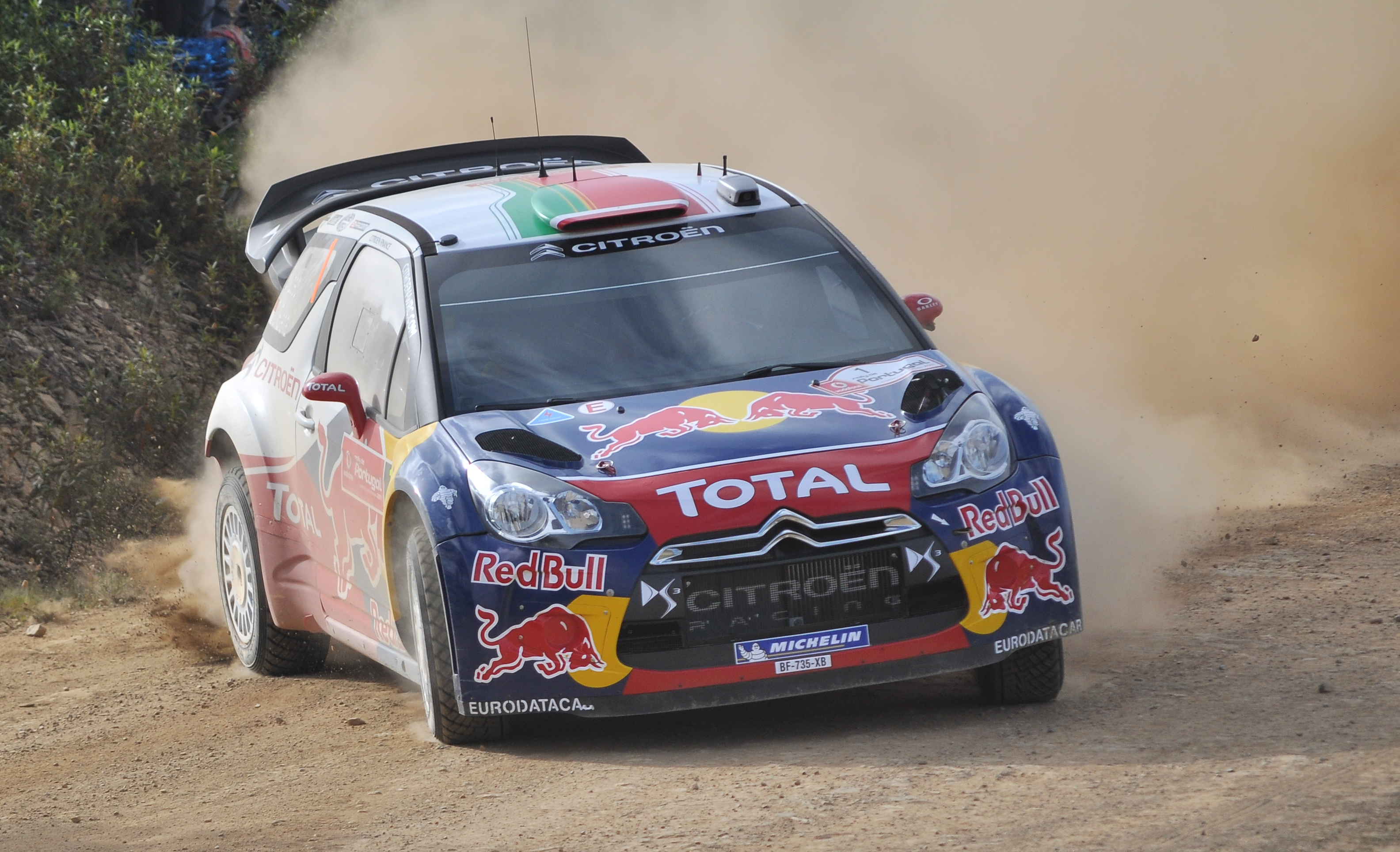
Il vincitore del titolo piloti 2011 Sébastien Loeb, insieme al suo copilota Daniel Elena, al volante della sua Citroën DS3 WRC durante il Rally del Portogallo.

## Calendario
| Tappa | Data                   | Rally                      | Sede Rally       | Superficie | Validità              | Resoconto |
| ----- | ---------------------- | -------------------------- | ---------------- | ---------- | --------------------- | --------- |
| 1     | 10–13 febbraio         | Rally Sweden               | Karlstad         | Neve       | PWRC                  | Resoconto |
| 2     | 3–6 marzo              | Rally Guanajuato Mexico    | León             | Sterrato   | SWRC                  | Resoconto |
| 3     | 24–27 marzo            | Vodafone Rally de Portugal | Faro             | Sterrato   | PWRC/WRC Academy      | Resoconto |
| 4     | 14–16 aprile           | Jordan Rally               | Amman            | Sterrato   | SWRC                  | Resoconto |
| 5     | 5–8 maggio             | Rally d'Italia Sardegna    | Olbia            | Sterrato   | SWRC/WRC Academy      | Resoconto |
| 6     | 26–29 maggio           | Rally Argentina            | Villa Carlos Paz | Sterrato   | PWRC                  | Resoconto |
| 7     | 16–19 giugno           | Acropolis Rally            | Loutraki         | Sterrato   | SWRC                  | Resoconto |
| 8     | 28–31 luglio           | Neste Oil Rally Finland    | Jyväskylä        | Sterrato   | SWRC/PWRC/WRC Academy | Resoconto |
| 9     | 18–21 agosto           | ADAC Rallye Deutschland    | Treviri          | Asfalto    | SWRC/WRC Academy      | Resoconto |
| 10    | 8–11 settembre         | Repco Rally Australia      | Coffs Harbour    | Sterrato   | PWRC                  | Resoconto |
| 11    | 29 settembre–2 ottobre | Rallye de France Alsace    | Strasburgo       | Asfalto    | SWRC/WRC Academy      | Resoconto |
| 12    | 20–23 ottobre          | RallyRACC – Rally of Spain | Salou            | Asfalto    | SWRC/PWRC             | Resoconto |
| 13    | 10–13 novembre         | Wales Rally GB             | Cardiff          | Sterrato   | PWRC/WRC Academy      | Resoconto |

### Cambiamenti nel calendario
- Il Rally d'Italia e il Rally d'Argentina sono ritornati nel WRC dopo un anno trascorso nell'Intercontinental Rally Challenge, rimpiazzando i Rally di Bulgaria e di Giappone.
- Il Rally dell'Acropoli sostituisce il Rally di Turchia, dopo un anno di pausa.
- Il Rally d'Australia ha sostituito il Rally di Nuova Zelanda e verrà cambiato il suo dislocamento per la seconda volta in cinque anni. Dopo essersi spostato da Perth, in Australia a Kingscliff sulla costa orientale dopo l'evento del 2006, la competizione tornerà a Coffs Harbour, 250 km a sud.[1] La città ha regolarmente ospitato una tappa del Campionato Rally australiano per oltre un decennio.

## Team e piloti

### Partecipanti WRC

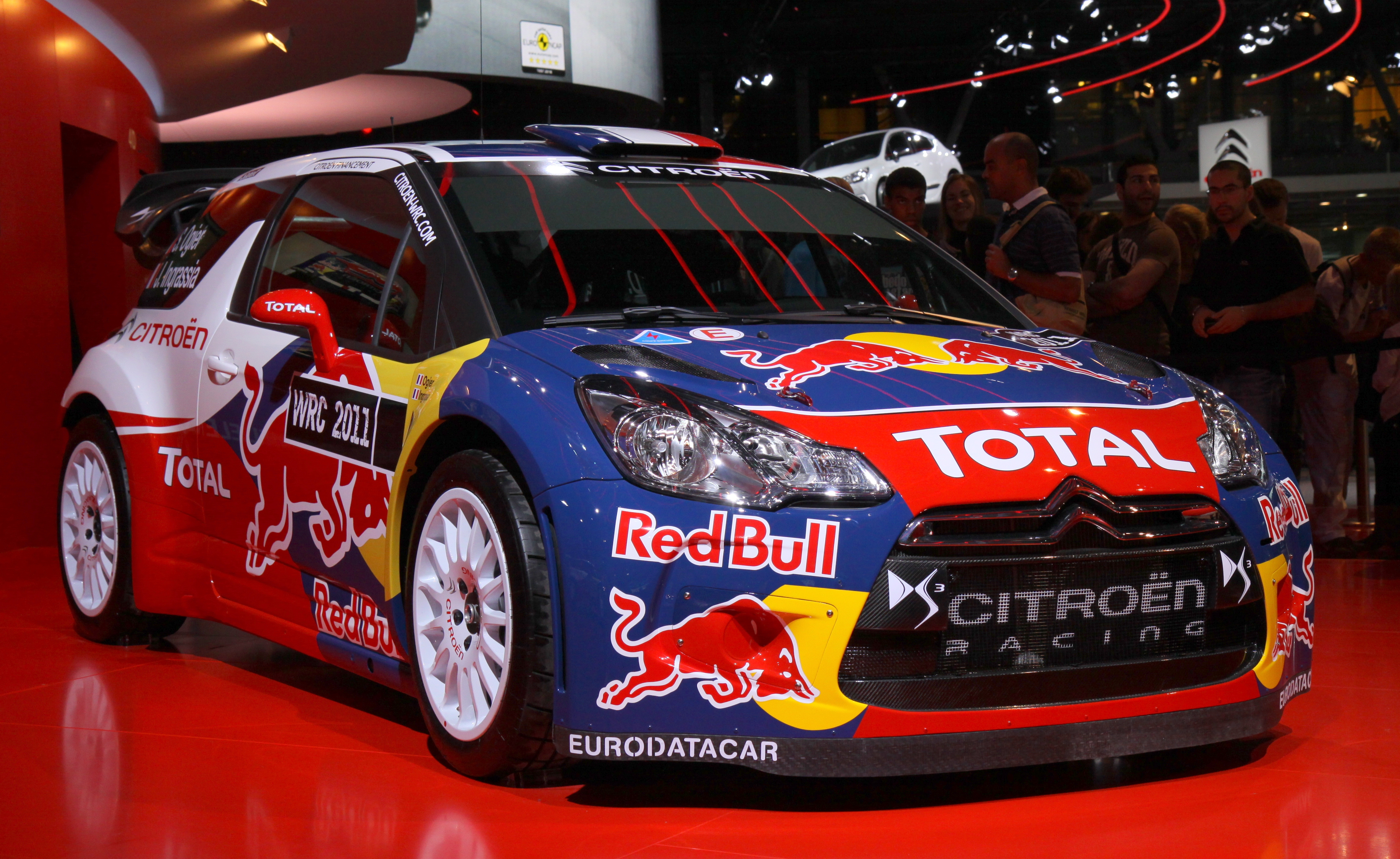
La Citroën DS3 WRC ufficiale 2011

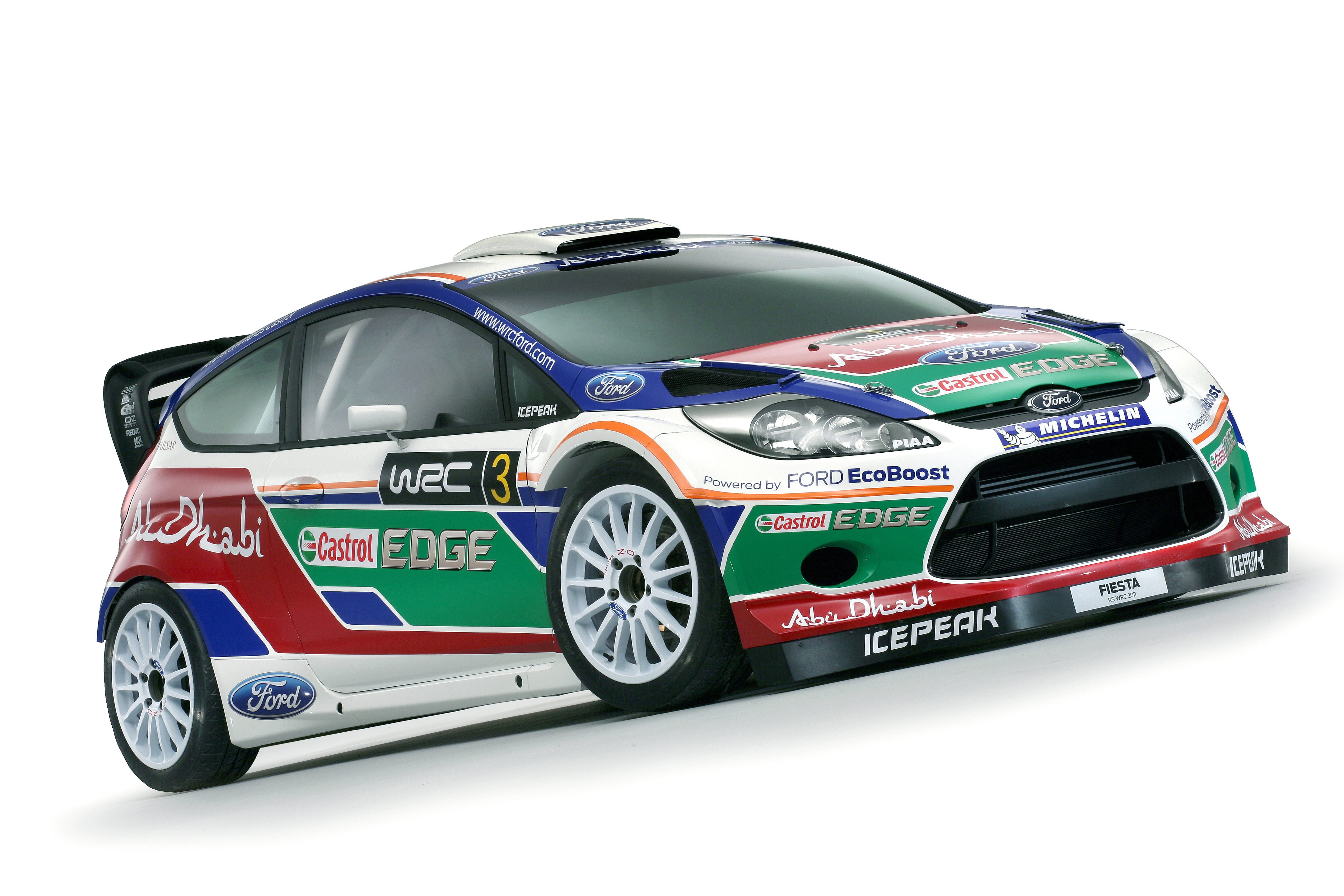
La Ford Fiesta RS WRC ufficiale 2011

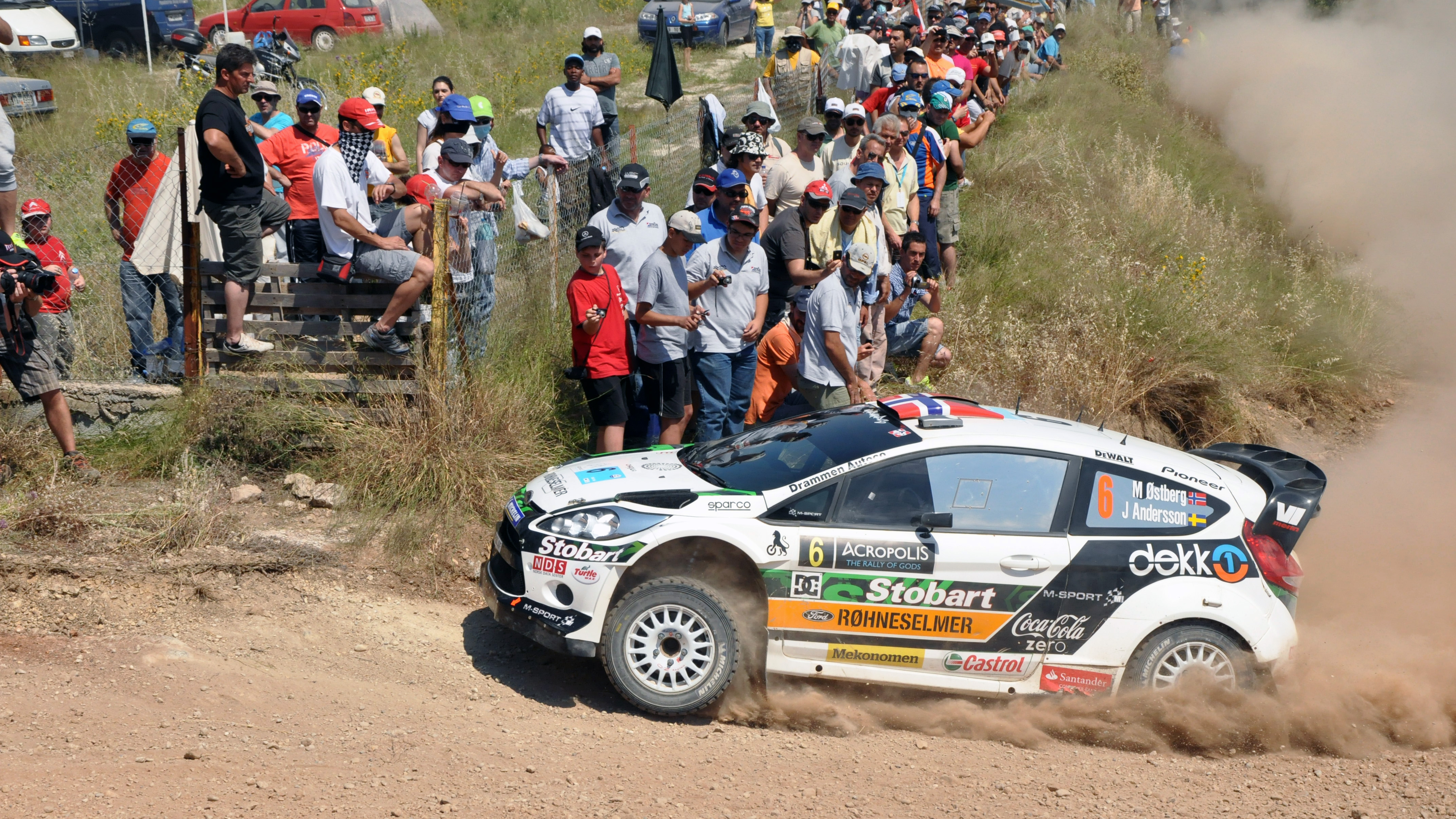
La Ford Fiesta RS WRC di Mads Østberg (Team M-Sport) all'Acropolis Rally 2011

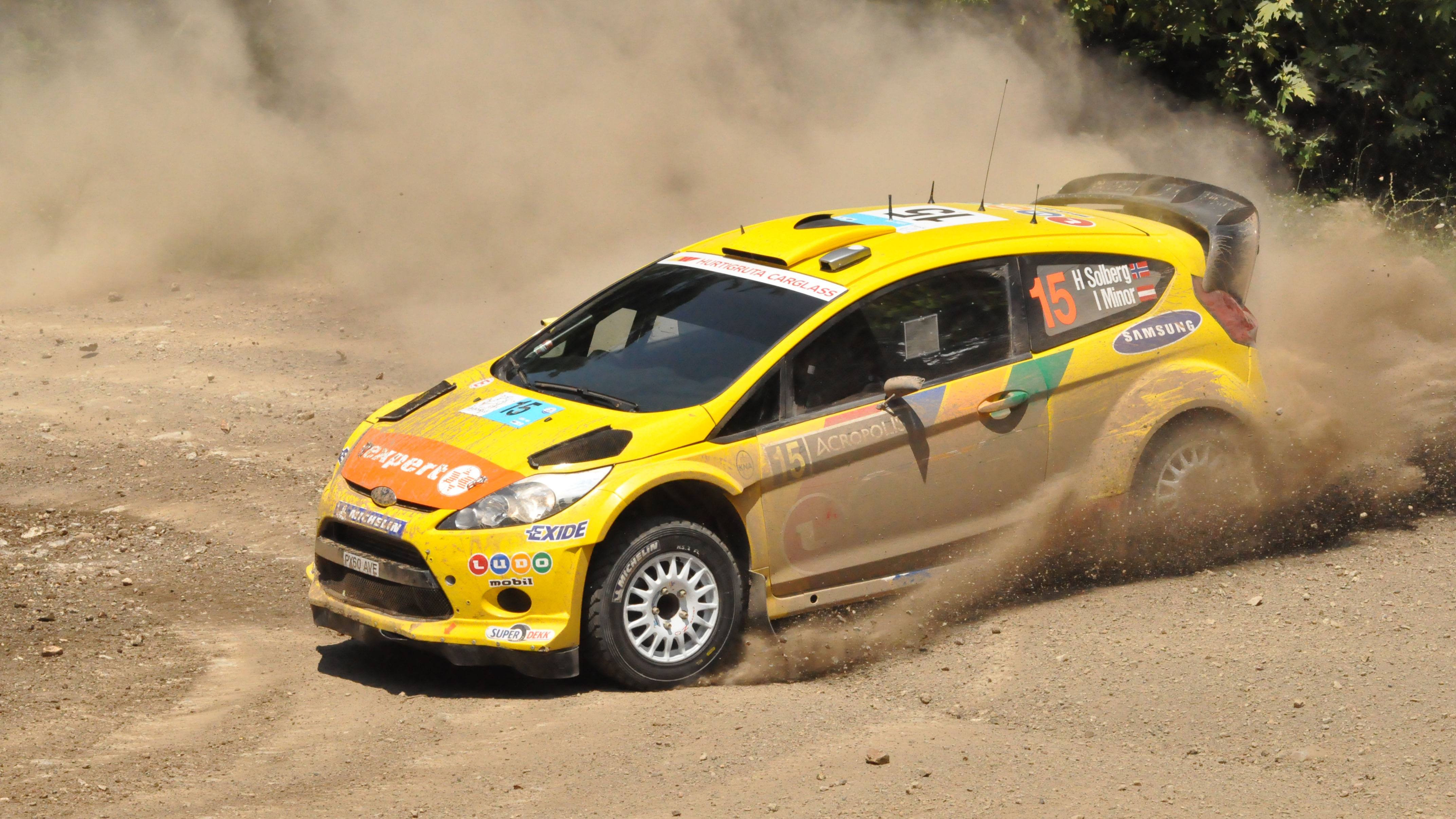
La Ford Fiesta RS WRC di Henning Solberg (Team M-Sport) all'Acropolis Rally 2011

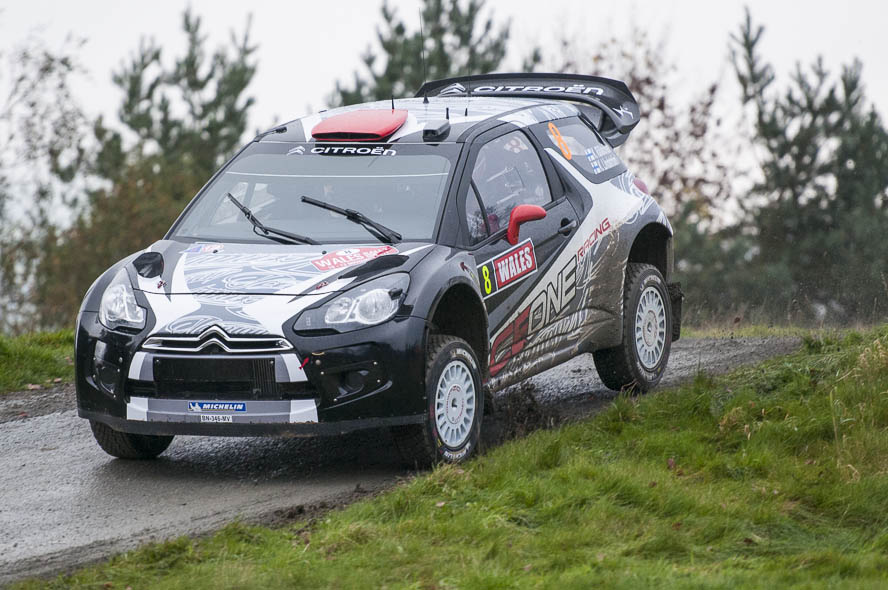
La Citroën DS3 WRC di Kimi Räikkönen al Rally di Gran Bretagna 2011

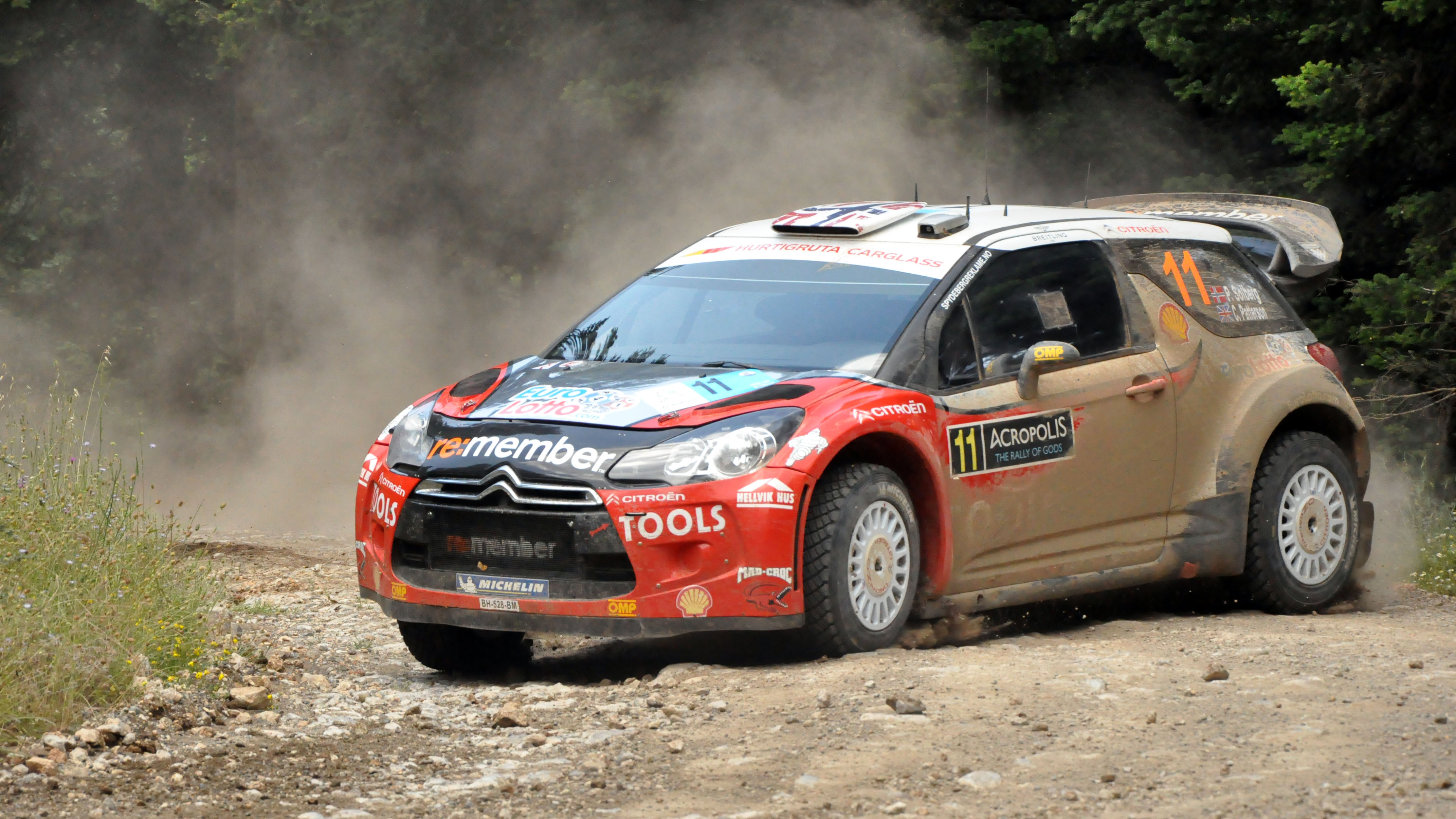
La Citroën DS3 WRC di Petter Solberg all'Acropolis Rally 2011

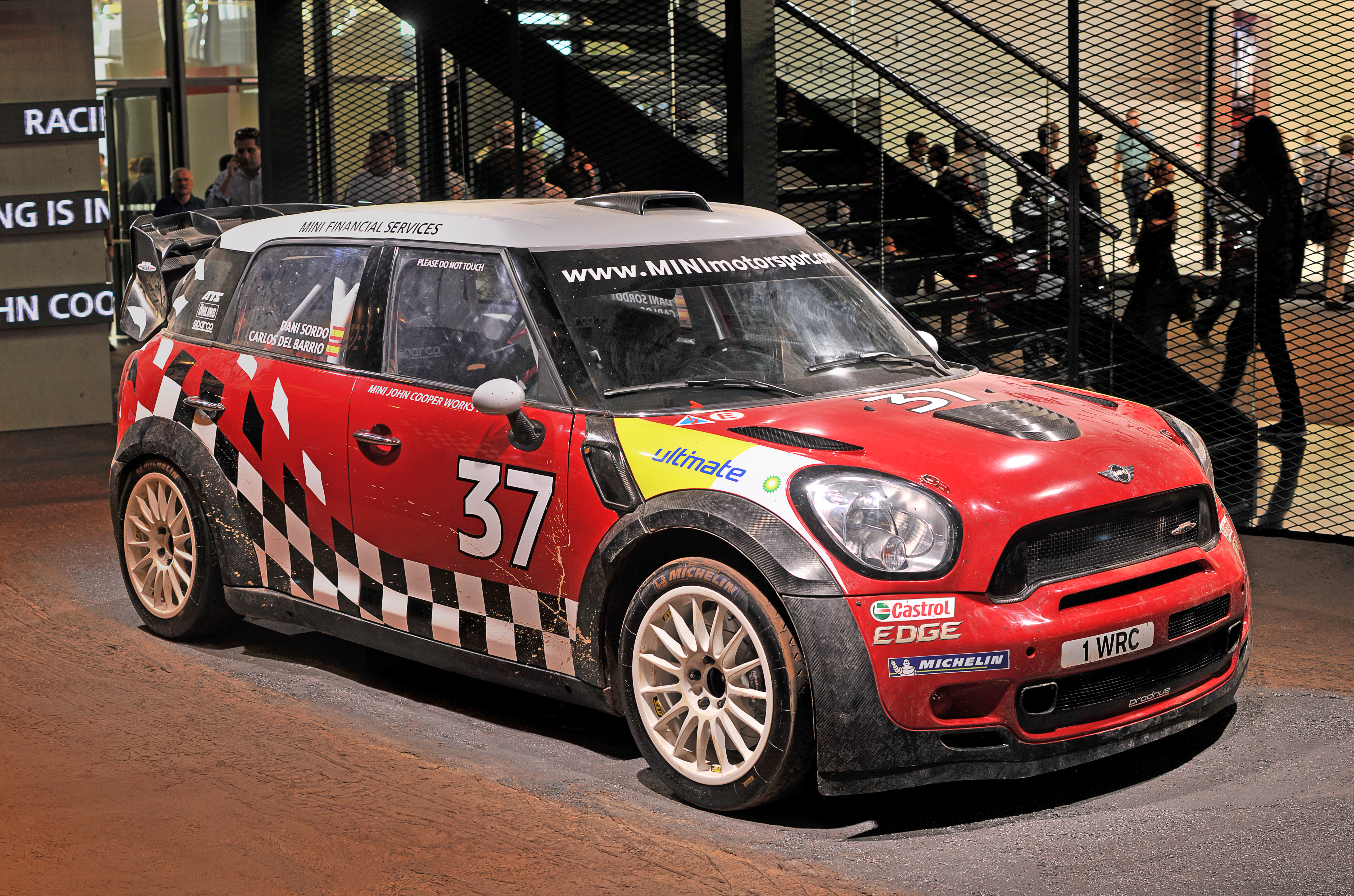
La Mini John Cooper Works WRC ufficiale 2011

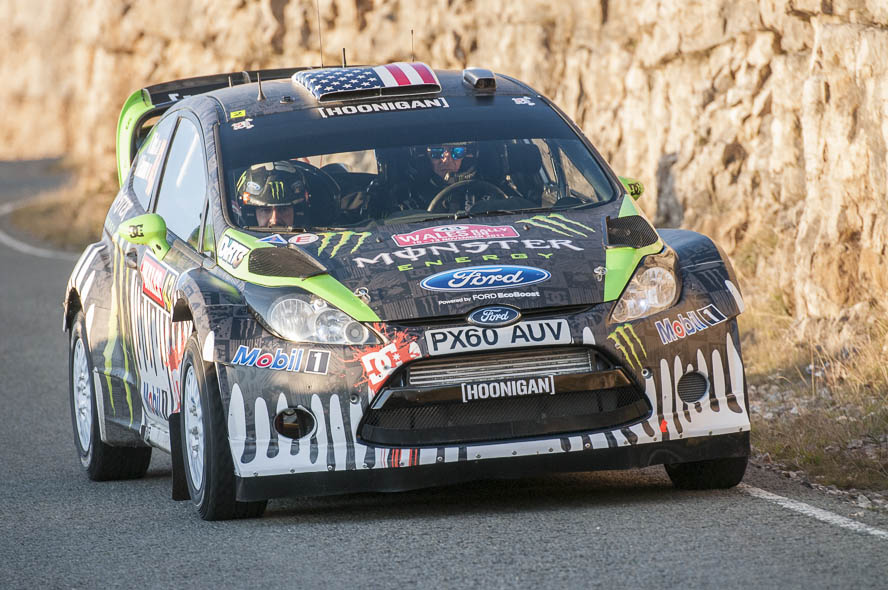
La Ford Fiesta RS WRC di Ken Block (Monster World Rally Team) al Rally di Gran Bretagna 2011

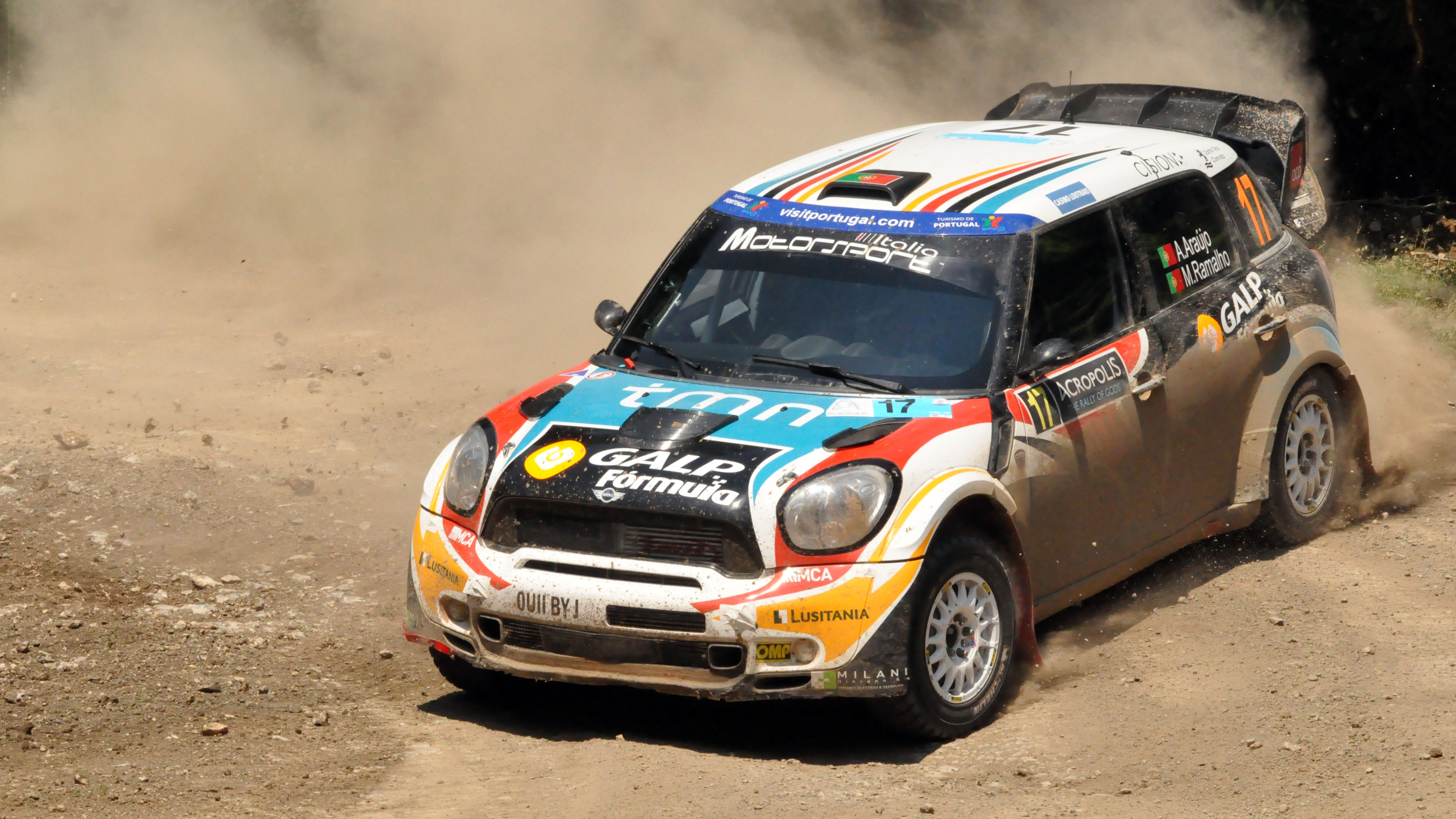
La Mini John Cooper Works WRC di Armindo Araújo (Team Motorsport Italia) all'Acropolis Rally 2011

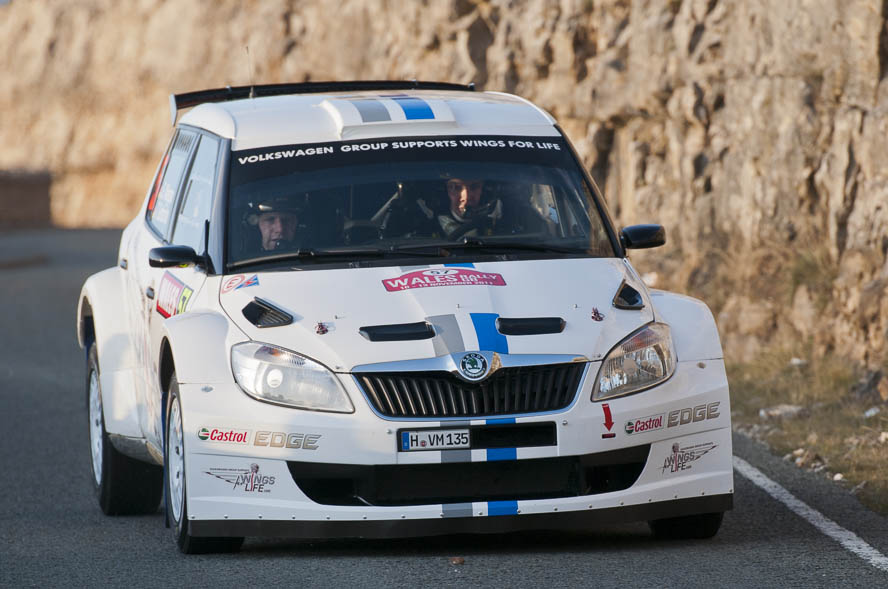
La Škoda Fabia S2000 della Volkswagen Motorsport al Rally di Gran Bretagna 2011

| Team costruttori                                   | Team costruttori | Team costruttori             | Team costruttori | Team costruttori | Team costruttori          | Team costruttori    | Team costruttori   |
| Team                                               | Costruttore      | Vettura                      | Gomme            | #                | Pilota                    | Co-pilota           | Gare               |
| -------------------------------------------------- | ---------------- | ---------------------------- | ---------------- | ---------------- | ------------------------- | ------------------- | ------------------ |
| Citroën Total World Rally Team                     | Citroën          | Citroën DS3 WRC              | M                | 1                | Sébastien Loeb            | Daniel Elena        | Tutte              |
| Citroën Total World Rally Team                     | Citroën          | Citroën DS3 WRC              | M                | 2                | Sébastien Ogier           | Julien Ingrassia    | Tutte              |
| Ford Abu Dhabi World Rally Team                    | Ford             | Ford Fiesta RS WRC           | M                | 3                | Mikko Hirvonen            | Jarmo Lehtinen      | Tutte              |
| Ford Abu Dhabi World Rally Team                    | Ford             | Ford Fiesta RS WRC           | M                | 4                | Jari-Matti Latvala        | Miikka Anttila      | Tutte              |
| M-Sport Stobart Ford World Rally Team              | Ford             | Ford Fiesta RS WRC           | M                | 5                | Henning Solberg           | Ilka Minor          | 1–4                |
| M-Sport Stobart Ford World Rally Team              | Ford             | Ford Fiesta RS WRC           | M                | 5                | Matthew Wilson            | Scott Martin        | 5–13               |
| M-Sport Stobart Ford World Rally Team              | Ford             | Ford Fiesta RS WRC           | M                | 6                | Mads Østberg              | Jonas Andersson     | 1–9, 11–13         |
| M-Sport Stobart Ford World Rally Team              | Ford             | Ford Fiesta RS WRC           | M                | 6                | Evgeny Novikov            | Denis Giraudet      | 10                 |
| M-Sport Stobart Ford World Rally Team              | Ford             | Ford Fiesta RS WRC           | M                | 15               | Matthew Wilson            | Scott Martin        | 1–4                |
| M-Sport Stobart Ford World Rally Team              | Ford             | Ford Fiesta RS WRC           | M                | 15               | Henning Solberg           | Ilka Minor          | 5–13               |
| M-Sport Stobart Ford World Rally Team              | Ford             | Ford Fiesta RS WRC           | M                | 16               | Per-Gunnar Andersson      | Emil Axelsson       | 5                  |
| M-Sport Stobart Ford World Rally Team              | Ford             | Ford Fiesta RS WRC           | M                | 16               | Aaron Burkart             | Andre Kachel        | 9                  |
| M-Sport Stobart Ford World Rally Team              | Ford             | Ford Fiesta RS WRC           | M                | 18               | Ott Tänak                 | Kuldar Sikk         | 13                 |
| M-Sport Stobart Ford World Rally Team              | Ford             | Ford Fiesta RS WRC           | M                | 54               | Evgeny Novikov            | Stéphane Prevot     | 2, 5               |
| M-Sport Stobart Ford World Rally Team              | Ford             | Ford Fiesta RS WRC           | M                | 54               | Evgeny Novikov            | Denis Giraudet      | 7–8, 11            |
| Munchi's Ford World Rally Team                     | Ford             | Ford Fiesta RS WRC           | M                | 7                | Federico Villagra         | Jorge Pérez Companc | 2–6                |
| Munchi's Ford World Rally Team                     | Ford             | Ford Fiesta RS WRC           | M                | 7                | Federico Villagra         | Jose Diaz           | 7                  |
| Munchi's Ford World Rally Team                     | Ford             | Ford Fiesta RS WRC           | M                | 7                | Federico Villagra         | Diego Curletto      | 12                 |
| ICE 1 Racing                                       | Citroën          | Citroën DS3 WRC              | M                | 8                | Kimi Räikkönen            | Kaj Lindström       | 1, 3–4, 7–13       |
| FERM Power Tools World Rally Team                  | Ford             | Ford Fiesta RS WRC           | M                | 9                | Dennis Kuipers            | Frédéric Miclotte   | 1–3, 5, 7–9, 11–13 |
| FERM Power Tools World Rally Team                  | Ford             | Ford Fiesta RS WRC           | M                | 9                | Dennis Kuipers            | Bjorn Degandt       | 4                  |
| FERM Power Tools World Rally Team                  | Ford             | Ford Fiesta RS WRC           | M                | 18               | René Kuipers              | Robin Buysmans      | 9                  |
| FERM Power Tools World Rally Team                  | Ford             | Ford Fiesta RS WRC           | M                | 18               | René Kuipers              | Annemieke Hulzebos  | 7–8                |
| FERM Power Tools World Rally Team                  | Ford             | Ford Fiesta S2000            | M                | 18               | René Kuipers              | Annemieke Hulzebos  | 1, 3, 5            |
| Team Abu Dhabi                                     | Ford             | Ford Fiesta RS WRC           | M                | 10               | Khalid Al Qassimi         | Michael Orr         | 1, 3–5, 8, 10–12   |
| Team Abu Dhabi                                     | Ford             | Ford Fiesta RS WRC           | M                | 10               | Evgeny Novikov            | Denis Giraudet      | 13                 |
| Petter Solberg World Rally Team                    | Citroën          | Citroën DS3 WRC              | M                | 11               | Petter Solberg            | Chris Patterson     | Tutte              |
| Brazil World Rally Team                            | Mini             | Mini John Cooper Works S2000 | M                | 12               | Daniel Oliveira           | Carlos Magalhães    | 3–4                |
| Brazil World Rally Team                            | Mini             | Mini John Cooper Works WRC   | M                | 12               | Daniel Oliveira           | Carlos Magalhães    | 5–12               |
| Brazil World Rally Team                            | Mini             | Mini John Cooper Works WRC   | M                | 12               | Daniel Oliveira           | Fernando Mussano    | 13                 |
| Van Merksteijn Motorsport                          | Citroën          | Citroën DS3 WRC              | M                | 14               | Peter Van Merksteijn, Jr. | Eddy Chevaillier    | 3–7                |
| Van Merksteijn Motorsport                          | Citroën          | Citroën DS3 WRC              | M                | 14               | Peter Van Merksteijn, Jr. | Erwin Mombaerts     | 9–13               |
| Van Merksteijn Motorsport                          | Citroën          | Citroën DS3 WRC              | M                | 20               | Peter Van Merksteijn, Sr. | Erwin Mombaerts     | 5, 7               |
| Mini WRC Team                                      | Mini             | Mini John Cooper Works WRC   | M                | 37               | Dani Sordo                | Carlos del Barrio   | 5, 8–9, 11–13      |
| Mini WRC Team                                      | Mini             | Mini John Cooper Works WRC   | M                | 52               | Kris Meeke                | Paul Nagle          | 5, 8–9, 11–13      |
| Monster World Rally Team                           | Ford             | Ford Fiesta RS WRC           | M                | 43               | Ken Block                 | Alex Gelsomino      | 1–3, 6, 9–13       |
| Ulteriori iscritti non registrati come costruttori |                  |                              |                  |                  |                           |                     |                    |
| P-G Andersson Rallying                             | Ford             | Ford Fiesta RS WRC           | M                | 16               | Per-Gunnar Andersson      | Emil Axelsson       | 1                  |
| Team Quinta do Lorde                               | Ford             | Ford Fiesta RS WRC           | M                | 16               | Bernardo Sousa            | António Costa       | 3                  |
| ALM Rally Team                                     | Citroën          | Citroën DS3 WRC              | M                | 16               | Evgeny Novikov            | Denis Giraudet      | 12                 |
| Motorsport Italia/BAMP                             | Mini             | Mini John Cooper Works S2000 | M                | 17               | Armindo Araújo            | Miguel Ramalho      | 3                  |
| Motorsport Italia/BAMP                             | Mini             | Mini John Cooper Works WRC   | M                | 17               | Armindo Araújo            | Miguel Ramalho      | 5, 7–9, 11–13      |
| Grifone                                            | Mini             | Mini John Cooper Works WRC   | M                | 18               | Matti Rantanen            | Mikko Lukka         | 8                  |
| Grifone                                            | Mini             | Mini John Cooper Works WRC   | M                | 51               | Patrik Flodin             | Goran Bergsten      | 5, 9               |
| Team Greece                                        | Ford             | Ford Fiesta RS WRC           | M                | 19               | Lambros Athanassoulas     | Nikolaos Zakheos    | 7                  |
| HJ-Autotalo.com                                    | Ford             | Ford Fiesta RS WRC           | M                | 19               | Jari Ketomaa              | Mika Stenberg       | 8                  |
| Team Therminator                                   | Mini             | Mini John Cooper Works WRC   | M                | 51               | Mattias Therman           | Janne Perälä        | 8                  |
| Czech Ford National Team                           | Ford             | Ford Fiesta RS WRC           | M                | 51               | Martin Prokop             | Jan Tománek         | 13                 |
| Equipe de France FFSA                              | Mini             | Mini John Cooper Works WRC   | M                | 55               | Pierre Campana            | Sabrina De Castelli | 9, 11–12           |
| Palmerinha Rally                                   | Mini             | Mini John Cooper Works WRC   | M                | 59               | Paulo Nobre               | Edu Paula           | 13                 |
| Volkswagen Motorsport                              | Škoda            | Škoda Fabia S2000            | M                | 20               | Hans Weijs, Jr.           | Bjorn Degandt       | 9                  |
| Volkswagen Motorsport                              | Škoda            | Škoda Fabia S2000            | M                | 50               | Joonas Lindroos           | Pasi Kipeläinen     | 8                  |
| Volkswagen Motorsport                              | Škoda            | Škoda Fabia S2000            | M                | 54               | Andreas Mikkelsen         | Ola Fløene          | 8                  |
| Volkswagen Motorsport                              | Škoda            | Škoda Fabia S2000            | M                | 54               | Kevin Abbring             | Lara Vanneste       | 13                 |
| Volkswagen Motorsport                              | Škoda            | Škoda Fabia S2000            | M                | 56               | Christian Riedemann       | Michael Wenzel      | 9, 12              |
| Volkswagen Motorsport                              | Škoda            | Škoda Fabia S2000            | M                | 57               | Yeray Lemes               | Rogelio Peñate      | 12                 |
| Volkswagen Motorsport                              | Škoda            | Škoda Fabia S2000            | M                | 57               | Sepp Wiegand              | Timo Gottschalk     | 13                 |

### Iscritti S-WRC
| #                  | Team                     | Pilota               | Co-pilota             | Vettura                        | Gare                |
| ------------------ | ------------------------ | -------------------- | --------------------- | ------------------------------ | ------------------- |
| 21                 | Czech Ford National Team | Martin Prokop        | Jan Tománek           | Ford Fiesta S2000              | 2, 5, 7–9, 11–12    |
| 22                 | MM Motorsport            | Ott Tänak            | Kuldar Sikk           | Ford Fiesta S2000              | 2, 5, 7–9, 11–12    |
| 23                 | Barwa World Rally Team   | Nasser Al-Attiyah    | Giovanni Bernacchini  | Ford Fiesta S2000              | 2, 4–5, 7, 9, 11–12 |
| 24                 | Team Quinta do Lorde     | Bernardo Sousa       | António Costa         | Ford Fiesta S2000              | 4–5, 7              |
| 24                 | Team Quinta do Lorde     | Bernardo Sousa       | Paulo Babo            | Ford Fiesta S2000              | 8–9, 11–12          |
| 25                 | Red Bull Škoda           | Juho Hänninen        | Mikko Markkula        | Škoda Fabia S2000              | 2, 5, 7–9, 11–12    |
| 27                 | Red Bull Škoda           | Hermann Gassner, Jr. | Katharina Wüstenhagen | Škoda Fabia S2000              | 4–5, 7–9, 11–12     |
| 26                 | ME3 Rally Team           | Karl Kruuda          | Martin Järveoja       | Škoda Fabia S2000              | 2, 4–5, 7–9, 12     |
| 28                 | PS Engineering           | Eyvind Brynildsen    | Cato Menkerud         | Škoda Fabia S2000              | 4–5, 7–9, 11        |
| 28                 | PS Engineering           | Craig Breen          | Gareth Roberts        | Ford Fiesta S2000              | 12                  |
| 29                 | Turán Motorsport         | Frigyes Turán        | Gábor Zsíros          | Ford Fiesta S2000              | 4–5, 7–9, 11–12     |
| 30                 | PCR Sport                | Albert Llovera       | Diego Vallejo         | Fiat Abarth Grande Punto S2000 | 4–5, 7–9, 11–12     |
| Ulteriori iscritti |                          |                      |                       |                                |                     |
| 49                 | Ammar Hijazi             | Ammar Hijazi         | Joseph Matar          | Škoda Fabia S2000              | 4                   |
| 49                 | Juha Salo                | Juha Salo            | Marko Salminen        | Mitsubishi Lancer Evo X R4     | 8                   |
| 50                 | Felix Herbold            | Felix Herbold        | Michael Kölbach       | Ford Fiesta S2000              | 9                   |
| 49                 | Julien Maurin            | Julien Maurin        | Olivier Ural          | Ford Fiesta S2000              | 11                  |

### Iscritti P-WRC
| #                  | Team                            | Pilota                | Co-pilota           | Vettura                  | Gare               |
| ------------------ | ------------------------------- | --------------------- | ------------------- | ------------------------ | ------------------ |
| 121                | Uspenskiy Rally Tecnica         | Patrik Flodin         | Göran Bergsten      | Subaru Impreza WRX STI   | 1, 3, 8, 12        |
| 121                | Uspenskiy Rally Tecnica         | Patrik Flodin         | Maria Andersson     | Subaru Impreza WRX STI   | 6                  |
| 121                | Uspenskiy Rally Tecnica         | Patrik Flodin         | Timo Alanne         | Subaru Impreza WRX STI   | 13                 |
| 122                | Lotos Dynamic Rally Team        | Michał Kościuszko     | Maciek Szczepaniak  | Mitsubishi Lancer Evo X  | 3, 6, 8, 10, 12-13 |
| 123                | G.B Motors                      | Gianluca Linari       | Paolo Gregoriani    | Subaru Impreza WRX STI   | 1                  |
| 123                | G.B Motors                      | Gianluca Linari       | Nicola Arena        | Subaru Impreza WRX STI   | 3, 6, 10, 13       |
| 123                | G.B Motors                      | Gianluca Linari       | Chiara Bioletti     | Subaru Impreza WRX STI   | 12                 |
| 124                | Bilbutikken AS World Rally Team | Anders Grøndal        | Veronica Engan      | Subaru Impreza WRX STI   | 1, 3               |
| 124                | Bilbutikken AS World Rally Team | Jarkko Nikara         | Petri Nikara        | Mitsubishi Lancer Evo IX | 8, 13              |
| 124                | Bilbutikken AS World Rally Team | Brendan Reeves        | Rhianon Smyth       | Mitsubishi Lancer Evo IX | 10                 |
| 124                | Bilbutikken AS World Rally Team | Carles Llinas         | Juan Torra          | Mitsubishi Lancer Evo IX | 12                 |
| 125                | Jukka Ketomäki                  | Jukka Ketomäki        | Kai Risberg         | Mitsubishi Lancer Evo X  | 1, 3, 8, 12-13     |
| 125                | Jukka Ketomäki                  | Jukka Ketomäki        | Kai Risberg         | Mitsubishi Lancer Evo IX | 10                 |
| 126                | Semerád Rally Team              | Martin Semerád        | Michal Ernst        | Mitsubishi Lancer Evo IX | 1, 3, 6, 8, 12-13  |
| 127                | Harry Hunt Motorsport           | Harry Hunt            | Sebastian Marshall  | Citroën DS3 R3           | 3                  |
| 127                | Harry Hunt Motorsport           | Harry Hunt            | Robbie Durant       | Citroën DS3 R3           | 6, 8, 10, 12-13    |
| 128                | Team Abu Dhabi                  | Majed Al Shamsi       | Khaled Al Kendi     | Subaru Impreza WRX STI   | 1                  |
| 128                | Team Abu Dhabi                  | Majed Al Shamsi       | Killian Duffy       | Subaru Impreza WRX STI   | 3, 8, 10, 12-13    |
| 129                | Team Abu Dhabi                  | Bader Al Jabri        | Stephen McAuley     | Subaru Impreza WRX STI   | 1, 3, 8, 10, 12-13 |
| 130                | Mentos Ascania Racing           | Oleksandr Saliuk, Jr. | Pavlo Cherepin      | Mitsubishi Lancer Evo IX | 1, 3, 8, 10, 12-13 |
| 131                | Mentos Ascania Racing           | Oleksiy Kikireshko    | Vadym Cherneha      | Mitsubishi Lancer Evo IX | 1, 3               |
| 131                | Mentos Ascania Racing           | Oleksiy Kikireshko    | Sergei Larens       | Mitsubishi Lancer Evo IX | 8, 10, 12-13       |
| 132                | Mentos Ascania Racing           | Valeriy Gorban        | Yevheniy Leonov     | Mitsubishi Lancer Evo IX | 1                  |
| 132                | Mentos Ascania Racing           | Valeriy Gorban        | Sergei Larens       | Mitsubishi Lancer Evo IX | 3                  |
| 132                | Mentos Ascania Racing           | Valeriy Gorban        | Vadym Cherneha      | Mitsubishi Lancer Evo IX | 8                  |
| 132                | Mentos Ascania Racing           | Valeriy Gorban        | Andriy Nikolaiev    | Mitsubishi Lancer Evo IX | 10, 12-13          |
| 133                | Dmitry Tagirov                  | Dmitry Tagirov        | Anna Zavershinskaya | Subaru Impreza WRX STI   | 1, 3, 6, 8, 12-13  |
| 134                | Darnytsa Motorsport             | Yuriy Protasov        | Adrian Aftanaziv    | Mitsubishi Lancer Evo X  | 1, 3, 6, 8         |
| 135                | FRT Rally                       | Nicolàs Fuchs         | Rubén Garcia        | Mitsubishi Lancer Evo X  | 1, 3, 6, 8, 12-13  |
| 136                | Rami Jader                      | Rami Jader            | Nicola Fearnley     | Mitsubishi Lancer Evo IX | 3                  |
| 137                | Ricardo Triviño                 | Ricardo Triviño       | Sergio Salom        | Mitsubishi Lancer Evo X  | 1                  |
| 138                | New Zealand World Rally Team    | Hayden Paddon         | John Kennard        | Subaru Impreza WRX STI   | 3, 6, 8, 10, 12    |
| 139                | G.M.A. Racing                   | Benito Guerra         | Borja Rozada        | Mitsubishi Lancer Evo X  | 3, 6, 8, 12-13     |
| 139                | G.M.A. Racing                   | Benito Guerra         | Borja Rozada        | Mitsubishi Lancer Evo IX | 10                 |
| Ulteriori iscritti |                                 |                       |                     |                          |                    |
| 49                 | Ricardo Moura                   | Ricardo Moura         | Luis Ramalho        | Mitsubishi Lancer Evo IX | 3                  |
| 49                 | Alejandro Levy                  | Alejandro Levy        | Diego Levy          | Mitsubishi Lancer Evo IX | 6                  |
| 50                 | Schroeder Competicion           | Ezequiel Campos       | Christian Winkler   | Mitsubishi Lancer Evo IX | 6                  |
| 149                | Riku Tahko                      | Riku Tahko            | Markus Soininen     | Mitsubishi Lancer Evo X  | 8                  |
| 150                | Mikko Pajunen                   | Mikko Pajunen         | Jani Salo           | Renault Clio R3          | 8                  |
| 49                 | Coffs Coast Rally Team          | Nathan Quinn          | David Green         | Mitsubishi Lancer Evo IX | 10                 |
| 50                 | Leigh Gotch                     | Leigh Gotch           | Rodger Pederson     | Subaru Impreza WRX STI   | 10                 |
| 50                 | Jason Pritchard                 | Jason Pritchard       | Dale Furniss        | Subaru Impreza WRX STI   | 13                 |

### Iscritti WRC Academy
Le WRC Academy usano tutte la Ford Fiesta R2s.
| No  | Driver                | Co-driver              | Rounds            |
| --- | --------------------- | ---------------------- | ----------------- |
| 100 | Calle Ward            | Morten Erik Abrahamsen | 3, 5              |
| 101 | Alastair Fisher       | Daniel Barritt         | 3, 5, 8–9, 11, 13 |
| 102 | José Suárez           | Cándido Carrera        | 3, 5, 8–9, 11, 13 |
| 103 | Andrea Crugnola       | Roberto Mometti        | 3                 |
| 103 | Andrea Crugnola       | Michele Ferrana        | 5, 8–9, 11, 13    |
| 104 | Jan Černý             | Pavel Kohout           | 3, 5, 8–9, 11, 13 |
| 105 | Miko-Ove Niinemäe     | Timo Kasesalu          | 3, 5, 8–9         |
| 105 | Miko-Ove Niinemäe     | Mait Laidvee           | 11                |
| 105 | Miko-Ove Niinemäe     | Toomas Valter          | 13                |
| 106 | Brendan Reeves        | Rhianon Smyth          | 3, 5, 8–9, 11, 13 |
| 107 | Sebastien Chadonnet   | Thidault de la Haye    | 3                 |
| 108 | Egon Kaur             | Mait Laidvee           | 3, 8              |
| 108 | Egon Kaur             | Erik Lepikson          | 5, 9, 11, 13      |
| 109 | Craig Breen           | Gareth Roberts         | 3, 5, 8–9, 11, 13 |
| 110 | Yeray Lemes           | Rogelio Peñate         | 3, 5, 8–9, 11, 13 |
| 111 | Victor Henriksson     | Joel Ardell            | 3, 5, 8–9         |
| 112 | Sergey Karyakin       | Natalya Potapova       | 3                 |
| 112 | Sergey Karyakin       | Demitri Balin          | 5                 |
| 112 | Sergey Karyakin       | Anton Vlasyak          | 8–9, 11, 13       |
| 113 | Miguel Baldoni        | Fernando Mussano       | 3, 5, 8           |
| 113 | Miguel Baldoni        | Guatavo Franchello     | 9, 11             |
| 114 | Fredrik Åhlin         | Håkan Jacobsson        | 3                 |
| 114 | Fredrik Åhlin         | Björn Nilsson          | 5, 8              |
| 114 | Fredrik Åhlin         | Morten Erik Abrahamsen | 9                 |
| 114 | Fredrik Åhlin         | Stephan Ottosson       | 11, 13            |
| 115 | Molly Taylor          | Rebecca Smart          | 3, 5              |
| 115 | Molly Taylor          | Sebastian Marshall     | 8–9, 11, 13       |
| 116 | Christian Riedemann   | Michael Wenzel         | 3, 5, 8, 11, 13   |
| 117 | Philipp Knof          | Henry Wichura          | 3                 |
| 118 | Timo van den Marel    | Erwin Berkhof          | 3, 5, 8–9, 11, 13 |
| 119 | Matteo Brunello       | Michele Ferrara        | 3                 |
| 119 | Matteo Brunello       | Carlo Pisano           | 5                 |
| 120 | Sepp Wiegand          | Claudia Harloff        | 9, 11             |
| 121 | Ashley Haigh-Smith    | James Aldridge         | 11, 13            |
| 122 | Valentin Hummel       | Katja Geyer            | 13                |
| 123 | Christopher Duplessis | Karl Atkinson          | 13                |

## Risultati e classifiche

### Risultati e statistiche
| Colore  | Superficie Rally |
| ------- | ---------------- |
| Oro     | Ghiaia           |
| Argento | Asfalto          |
| Blu     | Neve/Ghiaccio    |
| Bronzo  | Superficie mista |

| Round | Nome rally                                               | Podio | Podio              | Podio                      | Podio     | Statistiche | Statistiche | Statistiche | Statistiche |
| Round | Nome rally                                               | Pos.  | Pilota             | Auto                       | Tempo     | Speciali    | Lungh.      | Partiti     | Arrivati    |
| ----- | -------------------------------------------------------- | ----- | ------------------ | -------------------------- | --------- | ----------- | ----------- | ----------- | ----------- |
| 1     | Rally di Svezia (10-13 febbraio) — Resoconto             | 1     | Mikko Hirvonen     | Ford Fiesta RS WRC         | 3:23:56.6 | 22          | 351.00 km   | 44          | 34          |
| 1     | Rally di Svezia (10-13 febbraio) — Resoconto             | 2     | Mads Østberg       | Ford Fiesta RS WRC         | 3:24:03.1 | 22          | 351.00 km   | 44          | 34          |
| 1     | Rally di Svezia (10-13 febbraio) — Resoconto             | 3     | Jari-Matti Latvala | Ford Fiesta RS WRC         | 3:24:30.6 | 22          | 351.00 km   | 44          | 34          |
|       |                                                          |       |                    |                            |           |             |             |             |             |
| 2     | Rally Corona del Messico (3-6 marzo) — Resoconto         | 1     | Sébastien Loeb     | Citroën DS3 WRC            | 3:53.17.0 | 22          | 364.87 km   | 24          | 18          |
| 2     | Rally Corona del Messico (3-6 marzo) — Resoconto         | 2     | Mikko Hirvonen     | Ford Fiesta RS WRC         | 3:54.55.4 | 22          | 364.87 km   | 24          | 18          |
| 2     | Rally Corona del Messico (3-6 marzo) — Resoconto         | 3     | Jari-Matti Latvala | Ford Fiesta RS WRC         | 3:55.40.9 | 22          | 364.87 km   | 24          | 18          |
|       |                                                          |       |                    |                            |           |             |             |             |             |
| 3     | Rally Vodafone del Portogallo (24-27 marzo) — Resoconto  | 1     | Sébastien Ogier    | Citroën DS3 WRC            | 4:10:53.4 | 17          | 385.37 km   | 70          | 38          |
| 3     | Rally Vodafone del Portogallo (24-27 marzo) — Resoconto  | 2     | Sébastien Loeb     | Citroën DS3 WRC            | 4:11:25.2 | 17          | 385.37 km   | 70          | 38          |
| 3     | Rally Vodafone del Portogallo (24-27 marzo) — Resoconto  | 3     | Jari-Matti Latvala | Ford Fiesta RS WRC         | 4:14:15.5 | 17          | 385.37 km   | 70          | 38          |
|       |                                                          |       |                    |                            |           |             |             |             |             |
| 4     | Rally di Giordania (14–16 aprile) — Resoconto            | 1     | Sébastien Ogier    | Citroën DS3 WRC            | 2:48.28.2 | 20          | 333.04 km   | 31          | 23          |
| 4     | Rally di Giordania (14–16 aprile) — Resoconto            | 2     | Jari-Matti Latvala | Ford Fiesta RS WRC         | 2:48.28.4 | 20          | 333.04 km   | 31          | 23          |
| 4     | Rally di Giordania (14–16 aprile) — Resoconto            | 3     | Sébastien Loeb     | Citroën DS3 WRC            | 2:48.55.9 | 20          | 333.04 km   | 31          | 23          |
|       |                                                          |       |                    |                            |           |             |             |             |             |
| 5     | Rally d'Italia Sardegna (5–8 maggio) — Resoconto         | 1     | Sébastien Loeb     | Citroën DS3 WRC            | 3:45.40.9 | 19          | 339.7 km    | 64          | 32          |
| 5     | Rally d'Italia Sardegna (5–8 maggio) — Resoconto         | 2     | Mikko Hirvonen     | Ford Fiesta RS WRC         | 3:45.52.1 | 19          | 339.7 km    | 64          | 32          |
| 5     | Rally d'Italia Sardegna (5–8 maggio) — Resoconto         | 3     | Petter Solberg     | Citroën DS3 WRC            | 3:46.04.7 | 19          | 339.7 km    | 64          | 32          |
|       |                                                          |       |                    |                            |           |             |             |             |             |
| 6     | Rally d'Argentina (26–29 maggio) — Resoconto             | 1     | Sébastien Loeb     | Citroën DS3 WRC            | 4:03.56.9 | 19          | 378.15 km   | 33          | 27          |
| 6     | Rally d'Argentina (26–29 maggio) — Resoconto             | 2     | Mikko Hirvonen     | Ford Fiesta RS WRC         | 4:03.59.3 | 19          | 378.15 km   | 33          | 27          |
| 6     | Rally d'Argentina (26–29 maggio) — Resoconto             | 3     | Sébastien Ogier    | Citroën DS3 WRC            | 4:04.04.2 | 19          | 378.15 km   | 33          | 27          |
|       |                                                          |       |                    |                            |           |             |             |             |             |
| 7     | Rally dell'Acropoli di Grecia (16–19 giugno) — Resoconto | 1     | Sébastien Ogier    | Citroën DS3 WRC            | 4:04.44.3 | 18          | 348.80 km   | 42          | 35          |
| 7     | Rally dell'Acropoli di Grecia (16–19 giugno) — Resoconto | 2     | Sébastien Loeb     | Citroën DS3 WRC            | 4:04.54.8 | 18          | 348.80 km   | 42          | 35          |
| 7     | Rally dell'Acropoli di Grecia (16–19 giugno) — Resoconto | 3     | Mikko Hirvonen     | Ford Fiesta RS WRC         | 4:04.57.8 | 18          | 348.80 km   | 42          | 35          |
|       |                                                          |       |                    |                            |           |             |             |             |             |
| 8     | Rally Neste Oil di Finlandia (28–31 luglio) — Resoconto  | 1     | Sébastien Loeb     | Citroën DS3 WRC            | 2:39:37.0 | 22          | 314.39 km   | 125         | 66          |
| 8     | Rally Neste Oil di Finlandia (28–31 luglio) — Resoconto  | 2     | Jari-Matti Latvala | Ford Fiesta RS WRC         | 2:39:45.1 | 22          | 314.39 km   | 125         | 66          |
| 8     | Rally Neste Oil di Finlandia (28–31 luglio) — Resoconto  | 3     | Sébastien Ogier    | Citroën DS3 WRC            | 2:39:49.8 | 22          | 314.39 km   | 125         | 66          |
|       |                                                          |       |                    |                            |           |             |             |             |             |
| 9     | ADAC Rallye Deutschland (18–21 agosto) — Resoconto       | 1     | Sébastien Ogier    | Citroën DS3 WRC            | 3:32:15.9 | 19          | 359.59 km   | 85          | 48          |
| 9     | ADAC Rallye Deutschland (18–21 agosto) — Resoconto       | 2     | Sébastien Loeb     | Citroën DS3 WRC            | 3:32:55.7 | 19          | 359.59 km   | 85          | 48          |
| 9     | ADAC Rallye Deutschland (18–21 agosto) — Resoconto       | 3     | Daniel Sordo       | Mini John Cooper Works WRC | 3:34:11.5 | 19          | 359.59 km   | 85          | 48          |
|       |                                                          |       |                    |                            |           |             |             |             |             |
| 10    | Rally d'Australia (8–11 settembre) — Resoconto           | 1     | Mikko Hirvonen     | Ford Fiesta RS WRC         | 3:35:59.0 | 26          | 368.96 km   | 29          | 24          |
| 10    | Rally d'Australia (8–11 settembre) — Resoconto           | 2     | Jari-Matti Latvala | Ford Fiesta RS WRC         | 3:36:13.7 | 26          | 368.96 km   | 29          | 24          |
| 10    | Rally d'Australia (8–11 settembre) — Resoconto           | 3     | Petter Solberg     | Citroën DS3 WRC            | 3:36:43.8 | 26          | 368.96 km   | 29          | 24          |
|       |                                                          |       |                    |                            |           |             |             |             |             |
| 11    | Rally di Francia (29 settembre–2 ottobre) — Resoconto    | 1     | Sébastien Ogier    | Citroën DS3 WRC            | 3:06:20.4 | 23          | 337.43 km   | 66          | 34          |
| 11    | Rally di Francia (29 settembre–2 ottobre) — Resoconto    | 2     | Daniel Sordo       | Mini John Cooper Works WRC | 3:06:26.7 | 23          | 337.43 km   | 66          | 34          |
| 11    | Rally di Francia (29 settembre–2 ottobre) — Resoconto    | 3     | Mikko Hirvonen     | Ford Fiesta RS WRC         | 3:09:47.0 | 23          | 337.43 km   | 66          | 34          |
|       |                                                          |       |                    |                            |           |             |             |             |             |
| 12    | RACC Rally di Spagna (20–23 ottobre) — Resoconto         | 1     | Sébastien Loeb     | Citroën DS3 WRC            | 4:05:39.3 | 18          | 406.06 km   | 58          | 44          |
| 12    | RACC Rally di Spagna (20–23 ottobre) — Resoconto         | 2     | Mikko Hirvonen     | Ford Fiesta RS WRC         | 4:07:46.2 | 18          | 406.06 km   | 58          | 44          |
| 12    | RACC Rally di Spagna (20–23 ottobre) — Resoconto         | 3     | Jari-Matti Latvala | Ford Fiesta RS WRC         | 4:08:11.7 | 18          | 406.06 km   | 58          | 44          |
|       |                                                          |       |                    |                            |           |             |             |             |             |
| 13    | Wales Rally GB (10–13 novembre) — Resoconto              | 1     | Jari-Matti Latvala | Ford Fiesta RS WRC         | 3:27:03.5 | 23          | 358.59 km   | 78          | 41          |
| 13    | Wales Rally GB (10–13 novembre) — Resoconto              | 2     | Mads Østberg       | Ford Fiesta RS WRC         | 3:30:46.4 | 23          | 358.59 km   | 78          | 41          |
| 13    | Wales Rally GB (10–13 novembre) — Resoconto              | 3     | Henning Solberg    | Ford Fiesta RS WRC         | 3:34:08.6 | 23          | 358.59 km   | 78          | 41          |
|       |                                                          |       |                    |                            |           |             |             |             |             |

### Classifiche

#### Classifica Piloti
| Pos | Pilota                    | SWE | MEX | POR | JOR | ITA  | ARG | GRE | FIN | GER | AUS  | FRA | ESP | GBR  | Punti |
| --- | ------------------------- | --- | --- | --- | --- | ---- | --- | --- | --- | --- | ---- | --- | --- | ---- | ----- |
| 1   | Sébastien Loeb            | 6 2 | 1 2 | 2 1 | 3 3 | 1 3  | 1 3 | 2 2 | 1   | 2 1 | 10 1 | Rit | 1 3 | Rit  | 222   |
| 2   | Mikko Hirvonen            | 1   | 2 1 | 4   | 4 2 | 2 1  | 2 2 | 3 3 | 4 1 | 4   | 1    | 3   | 2   | Rit  | 214   |
| 3   | Sébastien Ogier           | 4 1 | Rit | 1 3 | 1 1 | 4    | 3   | 1 1 | 3 3 | 1 2 | 11   | 1 3 | Rit | 111  | 196   |
| 4   | Jari-Matti Latvala        | 3 3 | 3   | 3 2 | 2   | 18 2 | 7   | 9   | 2 2 | 14  | 2 2  | 4 1 | 3   | 1 3  | 172   |
| 5   | Petter Solberg            | 5   | 4 3 | 6   | Rit | 3    | 4 1 | 4   | 5   | 5 3 | 3 3  | ES  | Rit | Rit  | 110   |
| 6   | Mads Østberg              | 2   | 5   | 31  | 13  | 5    | 5   | 12  | 6   | Rit |      | 7   | 6   | 2    | 88    |
| 7   | Matthew Wilson            | 9   | Rit | 5   | 5   | 9    | 8   | 6   | 8   | 11  | 4    | 10  | Rit | 5    | 63    |
| 8   | Dani Sordo                |     |     |     |     | 6    |     |     | Rit | 3   |      | 2 2 | 4 2 | 20 2 | 59    |
| 9   | Henning Solberg           | Rit | 6   | 9   | 14  | Rit  | WD  | 5   | 7   | 7   | 14   | 6   | 8   | 3    | 59    |
| 10  | Kimi Räikkönen            | 8   |     | 7   | 6   |      |     | 7   | 9   | 6   | WD   | Rit | Rit | Rit  | 34    |
| 11  | Kris Meeke                |     |     |     |     | Rit  |     |     | Rit | Rit |      | Rit | 5 1 | 4    | 25    |
| 12  | Dennis Kuipers            | 13  | Rit | 10  | 9   | Rit  |     | 10  | 11  | 10  |      | 5   | 9   | 8    | 21    |
| 13  | Federico Villagra         |     | 9   | 8   | 7   | 17   | 6   | Rit |     |     |      |     | 16  |      | 20    |
| 14  | Khalid Al Qassimi         | 10  |     | 14  | 8   | 13   |     |     | 14  |     | 5    | 12  | 12  |      | 15    |
| 15  | Ott Tänak                 |     | 10  |     |     | 7    |     | Rit | 13  | 12  |      | 11  | 27  | 6    | 15    |
| 16  | Juho Hänninen             |     | 8   |     |     | 8    |     | 8   | 10  | 20  |      | 26  | 10  |      | 14    |
| 17  | Evgeny Novikov            |     | Rit |     |     | 14   |     | 20  | Rit |     | Rit  | 23  | 7   | 7    | 12    |
| 18  | Hayden Paddon             |     |     | 11  |     |      | 9   |     | 19  |     | 6    |     | 34  | 13   | 10    |
| 19  | Martin Prokop             | 12  | 7   |     |     | 10   |     | 15  | 12  | 30  |      | 14  | 13  | 22   | 7     |
| 20  | Per-Gunnar Andersson      | 7   |     |     |     | 15   |     |     | 15  |     |      |     |     |      | 6     |
| 21  | Michał Kościuszko         |     |     | 24  |     |      | 20  |     | 25  |     | 7    |     | 22  | 16   | 6     |
| 22  | Ken Block                 | 14  | 12  | NP  |     |      | 18  |     |     | 17  | 19   | 8   | Rit | 9    | 6     |
| 23  | Armindo Araújo            |     |     | Rit |     | 12   |     | Rit | 20  | 8   |      | Rit | Rit | 10   | 5     |
| 24  | Oleksandr Saliuk, Jr.     | 32  |     | 20  |     |      |     |     | Rit |     | 8    |     | 30  |      | 4     |
| 25  | Peter Van Merksteijn, Jr. |     |     | 22  | Rit | Rit  | Rit | Rit |     | 9   | 13   | Rit | 17  | Rit  | 2     |
| 26  | Benito Guerra             |     | 12  | 18  |     |      | 15  |     | Rit |     | 9    |     | 24  | Rit  | 2     |
| 27  | Pierre Campana            |     |     |     |     |      |     |     |     | 18  |      | 9   | NP  |      | 2     |
| 28  | Bernardo Sousa            |     |     | Rit | 10  | Rit  |     | 11  | 24  | 35  |      | 15  | Rit |      | 1     |
| 29  | Patrik Flodin             | ES  |     | 29  |     | 19   | 10  |     | 22  | 27  |      |     | 21  | 14   | 1     |
| Pos | Pilota                    | SWE | MEX | POR | JOR | ITA  | ARG | GRE | FIN | GER | AUS  | FRA | ESP | GBR  | Pts   |

| Colore  | Risultato             |
| ------- | --------------------- |
| Oro     | Vincitore             |
| Argento | 2º posto              |
| Bronzo  | 3º posto              |
| Verde   | Finito a punti        |
| Blu     | Finito senza punti    |
| Viola   | Ritirato (Rit)        |
| Viola   | Non classificato (NC) |
| Rosso   | Non qualificato (NQ)  |
| Nero    | Squalificato (SQ)     |
| Bianco  | Non partito (NP)      |
| Bianco  | Non ha gareggiato     |
| Bianco  | Infortunato (INF)     |
| Bianco  | Escluso (ES)          |
| Bianco  | Gara cancellata (C)   |

Nota: 1 2 3 si riferiscono alle posizioni dei piloti nelle 'power stage', dove i punti bonus sono 3–2–1 per i tre piloti più veloci della tappa.

#### Classifica costruttori
| Pos | Costruttore                           | SWE | MEX | POR | JOR | ITA | ARG | GRE | FIN | GER | AUS | FRA | ESP | GBR | Punti |
| --- | ------------------------------------- | --- | --- | --- | --- | --- | --- | --- | --- | --- | --- | --- | --- | --- | ----- |
| 1   | Citroën Total World Rally Team        | 22  | 25  | 43  | 40  | 37  | 40  | 43  | 40  | 43  | 14  | 25  | 25  | 6   | 403   |
| 2   | Ford Abu Dhabi World Rally Team       | 40  | 33  | 27  | 30  | 20  | 24  | 21  | 30  | 17  | 43  | 33  | 33  | 25  | 376   |
| 3   | M-Sport Stobart Ford World Rally Team | 18  | 18  | 4   | 3   | 18  | 14  | 12  | 14  | 4   | 12  | 16  | 12  | 33  | 178   |
| 4   | Petter Solberg World Rally Team       |     | 12  | 10  | 0   | 15  | 12  | 12  | 10  | 12  | 15  | EX  | 0   | 0   | 98    |
| 5   | FERM Power Tools World Rally Team     | 4   | 0   | 2   | 4   | 0   |     | 4   | 2   | 6   |     | 12  | 10  | 10  | 54    |
| 6   | Team Abu Dhabi                        | 6   |     | 1   | 6   | 6   |     |     | 1   |     | 10  | 4   | 8   | 12  | 54    |
| 7   | Munchi's Ford World Rally Team        |     | 6   | 6   | 8   | 4   | 8   | 0   |     |     |     |     | 6   |     | 38    |
| 8   | Monster World Rally Team              | 2   | 4   | 0   |     |     | 2   |     |     | 1   | 2   | 8   | 0   | 8   | 27    |
| 9   | Van Merksteijn Motorsport             |     |     | 0   | 0   | 0   | 0   | 0   |     | 8   | 4   | 0   | 4   | 0   | 16    |
| 10  | Brazil World Rally Team               |     |     | 0   | 0   | 1   | 0   | 0   | 0   | 0   | 0   | 0   | 2   | 4   | 7     |
| SQ  | ICE 1 Racing†                         |     |     |     |     |     |     |     |     |     |     |     |     |     | 0     |
| Pos | Costruttore                           | SWE | MEX | POR | JOR | ITA | ARG | GRE | FIN | GER | AUS | FRA | ESP | GBR | Punti |

† Il team di Kimi Räikkönen è stato escluso dalla classifica costruttori dopo aver rinunciato al Rally d'Australia poiché essendo stato parte del gruppo WRC, sarebbe stato tenuto a partecipare ad almeno due rally extraeuropei. Non essendocene altri nel resto della stagione ed essendocene stato uno solo in precedenza (il rally di Giordania), il team è stato escluso dopo che non è stato in grado di rimpiazzare l'assenza di Räikkönen.

#### Classifica piloti S-WRC
| Pos | Pilota               | MEX | JOR | ITA | GRE | FIN | GER | FRA | ESP | Punti |
| --- | -------------------- | --- | --- | --- | --- | --- | --- | --- | --- | ----- |
| 1   | Juho Hänninen        | 2   |     | 2   | 1   | 1   | 4   | 5   | 1   | 133   |
| 2   | Ott Tänak            | 3   |     | 1   | Rit | 3   | 1   | 1   | 6   | 113   |
| 3   | Martin Prokop        | 1   |     | 3   | 5   | 2   | 6   | 3   | 3   | 106   |
| 4   | Bernardo Sousa       |     | 1   | Rit | 2   | 6   | 8   | 4   | Rit | 67    |
| 5   | Hermann Gassner, Jr. |     | 3   | 5   | 4   | 4   | 7   | Rit | 5   | 65    |
| 6   | Karl Kruuda          | 4   | 2   | 6   | 8   | 7   | 5   |     | 7   | 64    |
| 7   | Nasser Al-Attiyah    | ES  | Rit | 4   | 6   |     | 2   | Rit | 2   | 56    |
| 8   | Eyvind Brynildsen    |     | 5   | Rit | 7   | Rit | NP  | 2   | NP  | 34    |
| 9   | Albert Llovera       |     | 4   | Rit | 9   | Rit |     | NP  | 8   | 18    |
| 10  | Craig Breen          |     |     |     |     |     |     |     | 4   | 12    |
| 11  | Juilen Maurin        |     |     |     |     |     |     | 6   |     | 8     |
| 12  | Juha Salo            |     |     |     |     | 8   |     |     |     | 4     |
| 13  | Felix Herbold        |     |     |     |     |     | 9   |     |     | 2     |
|     | Frigyes Turán        |     | Rit | 7   | 3   | 5   | 3   | Rit |     | 0†    |
| Pos | Pilota               | MEX | JOR | ITA | GRE | FIN | GER | FRA | ESP | Punti |

| Colore  | Risultato             |
| ------- | --------------------- |
| Oro     | Vincitore             |
| Argento | 2º posto              |
| Bronzo  | 3º posto              |
| Verde   | Finito a punti        |
| Blu     | Finito senza punti    |
| Viola   | Ritirato (Rit)        |
| Viola   | Non classificato (NC) |
| Rosso   | Non qualificato (NQ)  |
| Nero    | Squalificato (SQ)     |
| Bianco  | Non partito (NP)      |
| Bianco  | Non ha gareggiato     |
| Bianco  | Infortunato (INF)     |
| Bianco  | Escluso (ES)          |
| Bianco  | Gara cancellata (C)   |

#### Classifica Piloti P-WRC
| Pos | Pilota                | SWE | POR | ARG | FIN | AUS | ESP | GBR | Punti |
| --- | --------------------- | --- | --- | --- | --- | --- | --- | --- | ----- |
| 1   | Hayden Paddon         |     | 1   | 1   | 1   | 1   | 8   |     | 104   |
| 2   | Patrik Flodin         | ES  | 10  | 2   | 3   |     | 1   | 1   | 84    |
| 3   | Michał Kościuszko     |     | 7   | 10  | 5   | 2   | 2   | 2   | 71    |
| 4   | Martin Semerád        | 1   | 3   | 5   | Rit |     | 10  | ES  | 51    |
| 5   | Nicolàs Fuchs         | 3   | Rit | 4   | Rit |     | 6   | 3   | 50    |
| 6   | Benito Guerra         |     | 4   | 6   | Rit | 4   | 3   | Rit | 47    |
| 7   | Valeriy Gorban        | 4   | 5   |     | 7   | 5   | 7   | 9   | 46    |
| 8   | Oleksandr Saliuk, Jr. | 7   | 6   |     | Rit | 3   | 5   | 8   | 45    |
| 9   | Dmitry Tagirov        | 6   | 12  | 3   | 9   |     | Rit | 4   | 37    |
| 10  | Gianluca Linari       | 5   | Rit | 8   |     | 6   | Rit | NP  | 22    |
| 11  | Jarkko Nikara         |     |     |     | 2   |     |     | Rit | 18    |
| 12  | Majed Al Shamsi       | 8   | 8   |     | Rit | 11  | Rit | 5   | 18    |
| 13  | Bader Al Jabri        | Rit | 9   |     | Rit | 10  | 4   |     | 15    |
| 14  | Oleksiy Kikireshko    | Rit | 11  |     | 8   | Rit | 9   | 8   | 14    |
| 15  | Mikko Pajunen         |     |     |     | 6   |     |     |     | 8     |
| 16  | Harry Hunt            |     | 13  | 11  | Rit | 9   | Rit | 7   | 8     |
| 17  | Ezequiel Campos       |     |     | 7   |     |     |     |     | 6     |
| 18  | Brendan Reeves        |     |     |     |     | 7   |     |     | 6     |
| 18  | Oleksiy Kikireshko    | Rit | 11  |     | 8   | Rit | 9   |     | 6     |
| 19  | Nathan Quinn          |     |     |     |     | 8   |     |     | 4     |
| 20  | Jukka Ketomäki        | Rit | 2   |     | 4   | Rit | Rit | NP  | 0†    |
| 21  | Yuriy Protasov        | 2   | Rit | 9   | NP  |     |     |     | 0†    |
| Pos | Pilota                | SWE | POR | ARG | FIN | AUS | ESP | GBR | Punti |

| Colore  | Risultato             |
| ------- | --------------------- |
| Oro     | Vincitore             |
| Argento | 2º posto              |
| Bronzo  | 3º posto              |
| Verde   | Finito a punti        |
| Blu     | Finito senza punti    |
| Viola   | Ritirato (Rit)        |
| Viola   | Non classificato (NC) |
| Rosso   | Non qualificato (NQ)  |
| Nero    | Squalificato (SQ)     |
| Bianco  | Non partito (NP)      |
| Bianco  | Non ha gareggiato     |
| Bianco  | Infortunato (INF)     |
| Bianco  | Escluso (ES)          |
| Bianco  | Gara cancellata (C)   |

#### Classifica piloti WRC Academy
| Pos | Pilota              | POR   | ITA   | FIN   | GER | FRA   | GBR  | Punti |
| --- | ------------------- | ----- | ----- | ----- | --- | ----- | ---- | ----- |
| 1   | Craig Breen         | Rit 5 | 8 4   | 2 5   | 1 5 | Rit 6 | 1 14 | 111   |
| 2   | Egon Kaur           | 1 3   | 1 5   | 1 5   | 8   | Rit   | 2 1  | 111   |
| 3   | Alastair Fisher     | 5 2   | Rit   | Rit 4 | 9   | 1 3   | 3 1  | 62    |
| 4   | Yeray Lemes         | Rit 1 | Rit   | 6 1   | 2 7 | 3 6   | 9    | 58    |
| 5   | Brendan Reeves      | 4     | 5 2   | 4     | 13  | Rit   | 14 1 | 37    |
| 6   | Andrea Crugnola     | 7     | 6 2   | Rit   | 3   | Rit   | 8    | 35    |
| 7   | Jan Černý           | Rit   | 4     | 5     | 5 1 | Rit   | Rit  | 33    |
| 8   | Christian Riedemann | 3     | Rit   | 7     |     | Rit   | 4    | 33    |
| 9   | José Suárez         | Rit   | Rit   | 10    | 4   | 2 1   | 11   | 32    |
| 10  | Fredrik Åhlin       | Rit 1 | 3     | Rit 1 | 6   | 8     | 13   | 29    |
| 11  | Molly Taylor        | 8     | Rit   | 9     | 14  | 5     | 5 1  | 27    |
| 12  | Timo van den Marel  | 10    | Rit   | 3     | 10  | 6     | Rit  | 25    |
| 13  | Miko-Ove Niinemäe   | Rit   | 7     | 8     | 11  | 7     | 10   | 17    |
| 14  | Sergey Karyakin     | Rit   |       |       | 12  |       | 6    | 8     |
| 15  | Miguel Baldoni      | 6     | 2     | Rit   | Rit | †     |      | 1     |
| 16  | Victor Henriksson   | 2 1   | Rit 1 | Rit   | NP† |       |      | −5    |
| 17  | Matteo Brunello     | 9     | Rit   | †     |     |       |      | −23   |
| 18  | Calle Ward          | Rit   | Rit   | †     |     |       |      | −25   |
| Pos | Pilota              | POR   | ITA   | FIN   | GER | FRA   | GBR  | Punti |

| Colore  | Risultato             |
| ------- | --------------------- |
| Oro     | Vincitore             |
| Argento | 2º posto              |
| Bronzo  | 3º posto              |
| Verde   | Finito a punti        |
| Blu     | Finito senza punti    |
| Viola   | Ritirato (Rit)        |
| Viola   | Non classificato (NC) |
| Rosso   | Non qualificato (NQ)  |
| Nero    | Squalificato (SQ)     |
| Bianco  | Non partito (NP)      |
| Bianco  | Non ha gareggiato     |
| Bianco  | Infortunato (INF)     |
| Bianco  | Escluso (ES)          |
| Bianco  | Gara cancellata (C)   |

1, 2... si riferisce al numero di speciali vinte. Ogni speciale vinta dà un punto bonus.

## Statistiche

### Piloti
| Pos | Pilota                   | Partenze | Arrivi | Vittorie | Podi | PS vinte | Power stage | Punti |
| --- | ------------------------ | -------- | ------ | -------- | ---- | -------- | ----------- | ----- |
| 1   | Sébastien Loeb           | 13       | 11     | 5        | 9    | 65       | 3           | 222   |
| 2   | Mikko Hirvonen           | 13       | 12     | 2        | 8    | 36       | 3           | 214   |
| 3   | Sébastien Ogier          | 13       | 11     | 5        | 7    | 56       | 4           | 196   |
| 4   | Jari-Matti Latvala       | 13       | 13     | 1        | 8    | 67       | 1           | 172   |
| 5   | Petter Solberg           | 13       | 10     | 0        | 2    | 30       | 1           | 110   |
| 6   | Mads Østberg             | 12       | 11     | 0        | 2    | 4        | 0           | 88    |
| 7   | Matthew Wilson           | 13       | 11     | 0        | 0    | 0        | 0           | 63    |
| 8   | Dani Sordo               | 6        | 5      | 0        | 2    | 5        | 0           | 59    |
| 9   | Henning Solberg          | 12       | 10     | 0        | 1    | 0        | 0           | 59    |
| 10  | Kimi Räikkönen           | 9        | 6      | 0        | 0    | 0        | 0           | 34    |
| 11  | Kris Meeke               | 6        | 2      | 0        | 0    | 2        | 1           | 25    |
| 12  | Dennis Kuipers           | 11       | 9      | 0        | 0    | 0        | 0           | 21    |
| 13  | Federico Villagra        | 7        | 6      | 0        | 0    | 0        | 0           | 20    |
| 14  | Khalid Al Qassimi        | 8        | 8      | 0        | 0    | 0        | 0           | 15    |
| 15  | Ott Tänak                | 8        | 7      | 0        | 0    | 0        | 0           | 15    |
| 16  | Juho Hänninen            | 7        | 7      | 0        | 0    | 0        | 0           | 14    |
| 17  | Evgeny Novikov           | 8        | 5      | 0        | 0    | 0        | 0           | 12    |
| 18  | Hayden Paddon            | 5        | 5      | 0        | 0    | 0        | 0           | 10    |
| 19  | Martin Prokop            | 9        | 9      | 0        | 0    | 0        | 0           | 7     |
| 20  | Per-Gunnar Andersson     | 3        | 3      | 0        | 0    | 4        | 0           | 6     |
| 21  | Michał Kościuszko        | 6        | 6      | 0        | 0    | 0        | 0           | 6     |
| 22  | Ken Block                | 7        | 6      | 0        | 0    | 0        | 0           | 6     |
| 23  | Armindo Araújo           | 8        | 4      | 0        | 0    | 0        | 0           | 5     |
| 24  | Oleksandr Saliuk Jr.     | 5        | 4      | 0        | 0    | 0        | 0           | 4     |
| 25  | Peter Van Merksteijn Jr. | 10       | 4      | 0        | 0    | 0        | 0           | 2     |
| 26  | Benito Guerra            | 7        | 5      | 0        | 0    | 0        | 0           | 2     |
| 27  | Pierre Campana           | 2        | 2      | 0        | 0    | 0        | 0           | 2     |
| 28  | Bernardo Sousa           | 8        | 5      | 0        | 0    | 0        | 0           | 1     |
| 29  | Patrik Flodin            | 8        | 7      | 0        | 0    | 0        | 0           | 1     |

### Costruttori
| Pos | Costruttore                           | Auto                       | Partenze | Arrivi | Vittorie | Podi | PS vinte | Power stage | Punti |
| --- | ------------------------------------- | -------------------------- | -------- | ------ | -------- | ---- | -------- | ----------- | ----- |
| 1   | Citroën Total World Rally Team        | Citroën DS3 WRC            | 26       | 22     | 10       | 16   | 121      | 7           | 403   |
| 2   | Ford Abu Dhabi World Rally Team       | Ford Fiesta RS WRC         | 26       | 25     | 3        | 16   | 103      | 4           | 376   |
| 3   | M-Sport Stobart Ford World Rally Team | Ford Fiesta RS WRC         | 47       | 34     | 0        | 3    | 4        | 0           | 178   |
| 4   | Petter Solberg World Rally Team       | Citroën DS3 WRC            | 13       | 10     | 0        | 2    | 30       | 1           | 98    |
| 5   | FERM Power Tools World Rally Team     | Ford Fiesta RS WRC         | 17       | 12     | 0        | 0    | 0        | 0           | 54    |
| 6   | Team Abu Dhabi                        | Ford Fiesta RS WRC         | 9        | 9      | 0        | 0    | 0        | 0           | 54    |
| 7   | Munchi's Ford World Rally Team        | Ford Fiesta RS WRC         | 7        | 6      | 0        | 0    | 0        | 0           | 38    |
| 8   | Monster World Rally Team              | Ford Fiesta RS WRC         | 7        | 6      | 0        | 0    | 0        | 0           | 27    |
| 9   | Van Merksteijn Motorsport             | Citroën DS3 WRC            | 12       | 4      | 0        | 0    | 0        | 0           | 16    |
| 10  | Brazil World Rally Team               | Mini John Cooper Works WRC | 11       | 5      | 0        | 0    | 0        | 0           | 7     |
| 11  | ICE 1 Racing                          | Citroën DS3 WRC            | 9        | 6      | 0        | 0    | 0        | 0           | 0     |
| 12  | Mini WRC Team                         | Mini John Cooper Works WRC | 12       | 7      | 0        | 2    | 7        | 1           | 0     |